# Port lotniczy Tawau
Port lotniczy Tawau – port lotniczy położony 27 km na wschód od centrum Tawau, w stanie Sabah, na wyspie Borneo, w Malezji.